# موسس کاغانکاتواتسی
مُوسِس کاغانکاتواتسی (ارمنی: Մովսէս Կաղանկատուացի Movses Kaġankatvac’i) یا مُوسِس داسخورانتسی (ارمنی: Մովսէս Դասխուրանցի Movses Dasxuranc’i) تاریخ‌نگار سده دهم میلادی اثر ارمنی کلاسیک دربارهٔ آلبانیای قفقاز با عنوان «تاریخ کشور آلبانیا» (ارمنی: Պատմութիւն Աղուանից, Patmutʿiwn Ałuanicʿ) می‌باشد.